# 타이바오
타이바오(太保, 태보, 1950년 10월 21일 ~ )는 타이완의 영화 배우다.

## 출연 작품
- 용지인자
- 인혁인
- 취권 2
- 좀비 108
- 용비봉무
- 생사결
- 아저씨 x 아저씨
- 침묵의 숲
- 골드핑거 - 우 렌슨 역
- 가타오: 부전자전 - 하다 역